# Francesco Patrizi (umanista)
Francesco Patrizi, (o Patrizzi), in latino Franciscus Patricius Senensis (Siena, 1413 – Gaeta, 1494), è stato uno scrittore, politico, vescovo cattolico e umanista italiano.

## Biografia

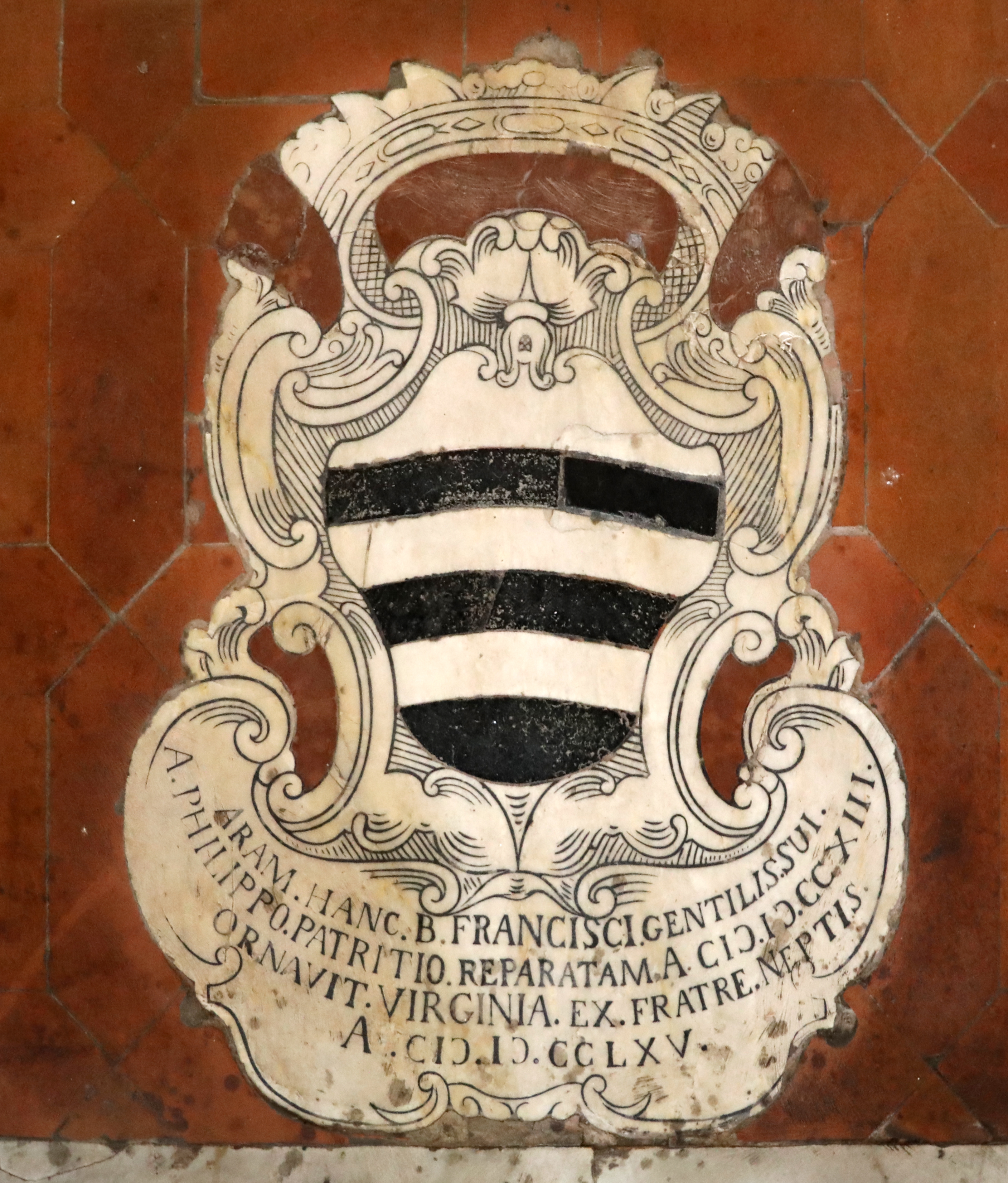
Stemma di Francesco Patrizi nella basilica dei Servi a Siena

Appartenente alla famiglia senese dei Patrizi, membri del Monte dei Nove, discepolo del Filelfo, Francesco rimase coinvolto nella congiura del 1456 ai danni della Repubblica di Siena, costringendolo all'esilio. Nel 1459 fu a Verona, dove entrò in contatto con alcuni umanisti, fra i quali Antonio Brognanigo. Papa Pio II, che era sua amico personale, il 4 ottobre 1463 lo nominò vescovo di Gaeta, incarico che tenne con grande cura fino alla morte. Dal 21 maggio 1461, e per un breve periodo, fu governatore di Foligno, allora nello Stato Pontificio, mentre nel 1465 fu a Firenze per conto di Ferdinando I di Napoli. Frequentò in quegli anni i circoli culturali napoletani, segnalandosi per le sue letture erudite.
Tra le sue opere principali spiccano, scritte in latino, il De regno et regis institutione del 1519 (che sarebbe stato tradotto soltanto a distanza di quarant'anni, uscendo fra le aldine, nel 1559, con il titolo Il sacro regno de'l gran Patritio, de'l vero reggimento, e de la vera felicità de'l principe, e beatitudine humana), in cui tratta anche dell'amicizia (sulla stessa linea della più celebre opera di Cicerone), e il De institutione reipublicae del 1520, tradotta (al pari della precedente) in volgare e commentata da Giovanni Fabrini, stampata sotto il titolo di De discorsi del reuerendo monsignor Francesco Patritij Sanese vescouo Gaiettano, sopra alle cose appartenenti ad una città libera, e famiglia nobile (in Vinegia, nella casa de' figliuoli di Aldo, 1545).
Queste due opere, che ebbero grande diffusione nel XV e XVI secolo, furono apprezzate e discusse per il loro realismo sociale e politico intriso delle nuove idee umanistiche. Nei suoi trattati morali e politici Patrizi, distaccandosi dal dibattito fino ad allora imperante incentrato sui difficili rapporti fra la Chiesa e l'Impero, propose una società basata sulla concezione umanistica della vita che metteva al centro l'uomo con la sua autonomia e lo liberava dai vincoli creati dal potere gerarchico.
Di lui si conoscono anche delle orazioni, oltre ad un manoscritto, dal titolo De originae et vetustate urbis Senae, conservato nella biblioteca comunale di Siena.